# Wyszonowice
Wyszonowice (niem. Ruppersdorf) – wieś w Polsce położona w województwie dolnośląskim, w powiecie strzelińskim, w gminie Wiązów. 

## Części wsi
| SIMC    | Nazwa  | Rodzaj     |
| ------- | ------ | ---------- |
| 0882402 | Kalina | przysiółek |

## Historia
W latach 1975–1998 miejscowość administracyjnie należała do województwa wrocławskiego.

## Demografia
Według Narodowego Spisu Powszechnego (III 2011 r.) liczyły 411 mieszkańców. Są największą miejscowością gminy Wiązów.

## Zabytki
Do wojewódzkiego rejestru zabytków wpisane są:
- cmentarz ewangelicki, z pierwszej ćwierci XIX w.
- zespół pałacowy, z pierwszej połowy XVIII w. do XIX w.:
  - pałac, murowany piętrowy, zbudowany w pierwszych dekadach XVIII w. w stylu barokowym, przebudowany w 1904 r. i restaurowany po zniszczeniach z 1945 r.
  - park